# Санкт-Ильген (Штирия)
Санкт-Ильген (нем. Sankt Ilgen (Steiermark)) — коммуна (нем. Gemeinde) в Австрии, в федеральной земле Штирия. 
Входит в состав округа Брук-на-Муре.  Население составляет 291 человек (на 31 декабря 2005 года). Занимает площадь 73,44 км². Официальный код  —  60214.

## Политическая ситуация
Бургомистр коммуны — Эрнст Пец (СДПА) по результатам выборов 2005 года.
Совет представителей коммуны (нем. Gemeinderat) состоит из 9 мест.
- СДПА занимает 6 мест.
- АНП занимает 3 места.